# Cal Baró de Ribelles
Cal Baró de Ribelles és una finca d'Alella (Maresme) inclosa en l'Inventari del Patrimoni Arquitectònic de Catalunya.

## Història
Originalment, aquestes terres formaven part de l’antic mas rònec Colomer de les Sorberes, documentat ja el 1300.
L'any 1473, es té constància que el mas era propietat de Benet Casals, i posteriorment passà a mans d'Antoni Ferrer, i a partir d'aleshores es conegué com a mas Ferrer de la Torre. A principis del segle xviii, els deutes obligaren Pau Ferrer a abandonar-lo, i la masia fou adquirida en subhasta pel cònsol del regne de França, Llorenç Soley.
El 1770 pertanyia a Josep Francesc Codolà i Pagès, regent del col·legi benedictí de Sant Vicenç d'Oviedo i abat del monestir de Samos, i posteriorment, canonge de la Seu de Girona; d'aquí que la casa es conegués amb el nom de Torre de l'Abat i, després, Torre del Canonge.
El 1815, la finca va ser venuda en subhasta pública per l'obtentor del benefici de la Mare de Déu de la Mercè a Teresa Salellas, vídua de Francesc Bonell i Casals. El 1828, Francesc Comas i Valentí Bonell i Ribas, marmessors del difunt, la vengueren al comerciant matriculat Francesc Josep Bofarull i Carbonell. A mitjans del segle xix, fou heretada pel seu fill Josep de Bofarull i Rafart, primer baró de Ribelles, moment en què la casa passà a anomenar-se Cal Baró, nom que té encara actualment.

## Descripció
Conjunt format per una masia, una torre de planta circular annexa i altres construccions posteriors. La masia, situada al centre del conjunt, està formada per una planta baixa i un pis; coberta als laterals per una teulada de dues vessants amb el carener paral·lel a la façana, i a la seva part central, que resulta més elevada, per una teulada també de dues vessants però amb el carener perpendicular a la façana. És de destacar la seva gran porta de mig punt adovellada, i les seves finestres amb brancals, llindes i llindars de pedra. Sobre la façana hi ha dibuixat un rellotge de sol, a una banda, i a l'altra, l'escut del baró de Ribelles. També hi ha alguns motius ornamentals esgrafiats i pintats al damunt de les finestres.
Al frontó que forma la teulada a la façana, hi ha un cercle pintat on hi havia la data de construcció, o potser de reforma, i que en l'actualitat no es pot llegir. La planta denota les successives ampliacions: construcció inicial amb tres crugies perpendiculars a la façana principal, orientada al SE (gran espai central d'entrada i gran sala central a la planta primera); a la planta baixa hi ha el celler, volum posterior afegit el segle xvi, amb tres crugies cobertes amb volta; a llevant, un annex al celler, del segle xvii, però molt transformat; cos poligonal per a habitatge dels masovers, dels segles xix-xx, que tanca el conjunt per llevant; la torre de defensa, de quatre plantes d'alçada, correspon al segle xvi o lleugerament anterior.
A ponent de la masia hi ha canalitzacions i estructures d'una construcció del segle xvii o xviii, descobertes en treballs arqueològics fets el 2004. Hi destaquen també les tanques de pedra.